# Club de Accionariado Popular Ciudad de Murcia
El Club de Accionariado Popular Ciudad de Murcia es un club de fútbol español de la ciudad de Murcia que milita, actualmente, en la Preferente Autonómica de la Región de Murcia.

## Historia

### Fundación
El equipo tiene su raíz sentimental en el Club de Fútbol Ciudad de Murcia, fundado en 1999 por Quique Pina. 
En el año 2000 consigue el ascenso a Tercera División y en 2001 a Segunda División B. Tras dos años en Segunda División B, en 2003 asciende a Segunda División. En la categoría de plata consigue la permanencia dos temporadas seguidas y en 2006 logra terminar cuarto, a sólo dos puntos del Levante UD.
En 2007 consigue otro cuarto puesto. Sin embargo, ante la negativa del Ayuntamiento de Murcia de ayudar al club a construir un estadio y una ciudad deportiva, Enrique Pina vende el club al empresario granadino Carlos Marsá que traslada el equipo a Granada. Lo renombra como Granada 74 el 6 de junio de 2007. El último partido del Ciudad de Murcia en Murcia se convirtió en una protesta contra Enrique Pina. 
Tras la movilización de la Federación de Peñas del Ciudad de Murcia y ante la imposibilidad de continuar con el  Ciudad de Murcia B, el empresario murciano Evedasto Lifante crea el Club Atlético Ciudad de Lorquí en Tercera División renombrando la Escuela Municipal de Deporte Lorquí. El equipo asciende en 2008 a Segunda División B, donde permanece dos temporadas jugando como Atlético Ciudad marcadas por los problemas económicos y los constantes cambios de estadio entre Lorquí, Totana y Alcantarilla. 
En julio de 2010 el Atlético Ciudad desciende por impagos y desaparece.
Tras unas semanas de desconcierto general, gran parte de la afición se moviliza con la intención de recuperar su equipo. Unas 80 personas del club, en su mayoría aficionados, ponen en marcha una nueva propuesta totalmente revolucionaria que vería la luz el 12 de septiembre de 2010.
Teniendo como grandes referentes a los clubes ingleses del United of Manchester y el AFC Wimbledon y al club italiano Unione Venezia se propone fundar el club bajo la forma de gestión del accionariado popular. Los aficionados pasan a ser partícipes de la gestión y gobierno siendo parte activa en cualquier toma de decisiones. Esta forma de manejar el club intenta mantener alejada cualquier forma de mecenazgo.
Uno de los pilares básicos del accionariado popular es que ningún socio tenga mayor poder e influencia que cualquier otro. 
El 12 de septiembre de 2010 y el 30 de octubre de 2010 tienen lugar las dos primeras reuniones. En ellas se habla del estado de todas las actuaciones llevadas hasta entonces y se toman las primeras decisiones como el nombre del club convirtiéndose en Club de Accionariado Popular Ciudad de Murcia.
Tras la elección por parte del accionariado popular del entrenador que finalmente sería el exportero César Gálvez. El día 6 de junio los jugadores elegidos por el entrenador tuvieron su primer entrenamiento con más de 300 aficionados en la grada. En los días posteriores tuvieron lugar las pruebas de selección de jugadores.

### Primeros ascensos (2011-2015)
El 25 de septiembre de 2011 el CAP Ciudad de Murcia reaparecía para disputar su primer encuentro en el grupo 2 de Segunda Autonómica, donde el equipo rojinegro lograría su primera victoria fuera de casa contra el Ciudad de Cehegín por 0-2, siendo el delantero Carlos Moreno el autor del primer gol en partido oficial. Tras una gran temporada en la que el Ciudad de Murcia apenas encuentra oposición consigue el ascenso a Primera Autonómica el 10 de marzo de 2012 goleando al Albudeite Club de Fútbol 7-0.
El 1 de julio de 2013 el CAP Ciudad de Murcia asciende a Preferente Autonómica tras quedar en cuarta posición en Primera Autonómica. La temporada 2013/14 finaliza en sexta posición en su debut en la categoría. 
En la temporada 2014/15 consigue el ascenso directo a Tercera División al empatar en casa 1-1 ante el Sangonera La Verde a falta de una jornada de Liga, finalizando la campaña en segunda posición.

### Primeros años en Tercera División y descenso a Preferente Autonómica (2015-2017)
El CAP Ciudad de Murcia consigue su primera victoria en Tercera División 1-2 frente al Real Murcia Imperial, filial del Real Murcia. El club queda en 13.ª posición, consiguiendo la permanencia en las últimas jornadas.
En la temporada 2016/2017, con el objetivo de la permanencia marcado de nuevo, comienza la temporada con tres derrotas consecutivas. Con el paso de las jornadas va remontando y a diez jornadas del final la permanencia parece posible, pero finalmente termina la temporada en 18.ª posición, consumando en la última jornada el descenso a Preferente Autonómica frente al Mar Menor.

### Vuelta a Tercera División y salvaciones in extremis (2018-2020)
En la temporada 2017/18 en Preferente Autonómica se consigue de nuevo el ascenso a Tercera División a falta de tres jornadas, tras una gran temporada donde finaliza en 1ª posición con 73 puntos.
En la temporada 2018/2019 consigue salvarse en la última jornada ganando 3-1 al Huércal-Overa. Gracias a la desaparición del Futbol Club Jumilla
La temporada 2019-20 fue alterada por la pandemia de COVID-19, quedando suspendida desde la jornada 28 manteniéndose las plazas de ascenso como estuvieran en esa jornada pero suspendiendo los descensos. El CAP Ciudad de Murcia marchaba en ese momento 19º y tenía todas las papeletas para el descenso a preferente pero la decisión de la federación lo hizo salvarse y mantenerse un año más en tercera división.

### La nueva tercera RFEF (2020-2024)
La temporada 2020-21 supone un cambio de modelo a todos lo niveles. La tercera división fue renombrada a Tercera RFEF debido al reajuste de la Segunda División B en 2 divisiones distintas (primera RFEF y segunda RFEF) y el sistema de competición cambió a uno en  2 grupos distintos y 2 fases diferenciadas en el cual los equipos clasificados en las primeras posiciones jugarían una segunda fase por los ascensos mientras que los equipos en las 2 mitades bajas de la clasificación jugarían la segunda fase por la permanencia. En este contexto el CAP Ciudad de Murcia fue encuadrado en un grupo con gallitos de la categoría como el Mar Menor F.C. (que a la postre acabaría subiendo de categoría) o el "nuevo rico" Racing Murcia. En esta primera parte de la temporada el equipo no pudo conseguir grandes resultados pese a acabar a sólo 5 puntos del playoff de ascenso a segunda RFEF acabando en la 9ª posición de 11 y siendo obligado a jugar la fase por la permanencia. En esta segunda fase el equipo se mostró muy sólido no perdiendo ningún partido y sumando 4 victorias y 6 empates que le permitieron llegar a la última jornada salvado acabando en una meritoria 3ª plaza.
En la temporada 2023-24 al acabar el campeonato desciende a Preferente Autonómica, sin embargo en un primer momento se le dio la plaza del descendido administrativamente Racing Cartagena Mar Menor.  Finalmente la RFEF subasta la plaza en Tercera, adjudicándose al C.F. Santomera por 63.758,34 €. 

### Reinicio en Preferente con cambio de caras
La temporada 2024/25 comienza de la manera más convulsa posible tras el drama de la adjudicación de plaza: la pretemporada comienza mucho más tarde que el resto de equipos, ya todos conformados y sin nadie al frente. Mario Martínez, exjugador del club, es el elegido para el puesto de entrenador, quien confecciona una plantilla a prisa y corriendo por las circunstancias. Apenas unas semanas más tarde llega de su mano el nuevo director deportivo, Carlos Murcia, que sustituye a Manolo Illán que tras 4 temporadas confeccionando la plantilla del CAP Ciudad vuelve a su rol de entrenador.
Sabiendo que se partía con una desventaja importante, el equipo empieza bien pero afronta un bache de resultados importante a mitad de octubre, con varias goleadas encajadas contra equipos de la parte alta. Estos resultados obligan al club a hacer movimientos en la plantilla que tras un partido clave ganando en El Algar comienza una racha que le lleva a ser el segundo mejor equipo de la segunda vuelta, con números de campeonato, acabando en la última jornada en 6ª posición con derecho a jugar playoff de ascenso jugando, eso sí, todas las eliminatorias con desventaja de campo. Esto no desalienta a un equipo llevado en volandas por una afición que recupera sus mejores días y llega al último partido en Yecla contra el Yeclano B en un estadio de La Constitución lleno hasta la bandera con todo por decidirse tras el 0-0 de la ida en el Barnés y superar a Los Garres en los dos partidos de la eliminatoria previa (1-0 y 0-1). Finalmente tras un par de errores propios en el peor momento de la temporada, el Yeclano B se lleva el partido (3-0) y el ascenso a 3ª RFEF. Apenas una semana después Mario Martínez anuncia su marcha a Los Garres, quien no deja escapar la grandísima temporada del molinense.

## Escudo
El CAP Ciudad de Murcia utiliza el mismo escudo del desaparecido Club de Fútbol Ciudad de Murcia. El escudo tiene forma de corazón, como el que está presente en el escudo de la ciudad de Murcia y está dividido en dos. La parte izquierda es de color rojo y contiene siete coronas, presentes en la bandera de la Región de Murcia. La parte derecha es de color negro y en ella aparece el contorno de la catedral de Murcia en color dorado. En la parte superior aparece un balón de fútbol y rodeando éste el nombre del equipo en letras doradas.

## Uniforme
- Uniforme titular: Camiseta roja y negra, pantalón negro, medias negras.

### Evolución del uniforme
| 2011 - 2012 | 2012 - 2013 | 2013 - 2014 | 2014 - 2015 | 2015 - 2016 |

### Proveedores y patrocinadores
Las siguientes tablas detallan cronológicamente las empresas proveedoras de indumentaria y los patrocinadores que ha tenido el Ciudad de Murcia a lo largo de su Historia.
| Periodo   | Proveedor   |
| --------- | ----------- |
| 2011-2012 | Umbro       |
| 2012-2013 | CAPCDM      |
| 2013-2016 | Mobel Sport |
| 2016-2018 | Luanvi      |
| 2018-2020 | Adidas      |
| 2021      | 198         |
| 2022-23   | Walon       |
| 2023-24   | Joma        |
| 2024-25   | Asioka      |

| Periodo   | Patrocinador   |
| --------- | -------------- |
| 2011-2013 |                |
| 2013-2014 | Fitzpatrick's  |
| 2014-2016 | Unidata        |
| 2021-23   | Rótulos Marcos |

## Estadio
El CAP Ciudad de Murcia juega en el Estadio José Barnés. Tiene una capacidad para 2.500 personas. Fue el estadio del desaparecido Club de Fútbol Ciudad de Murcia B. 

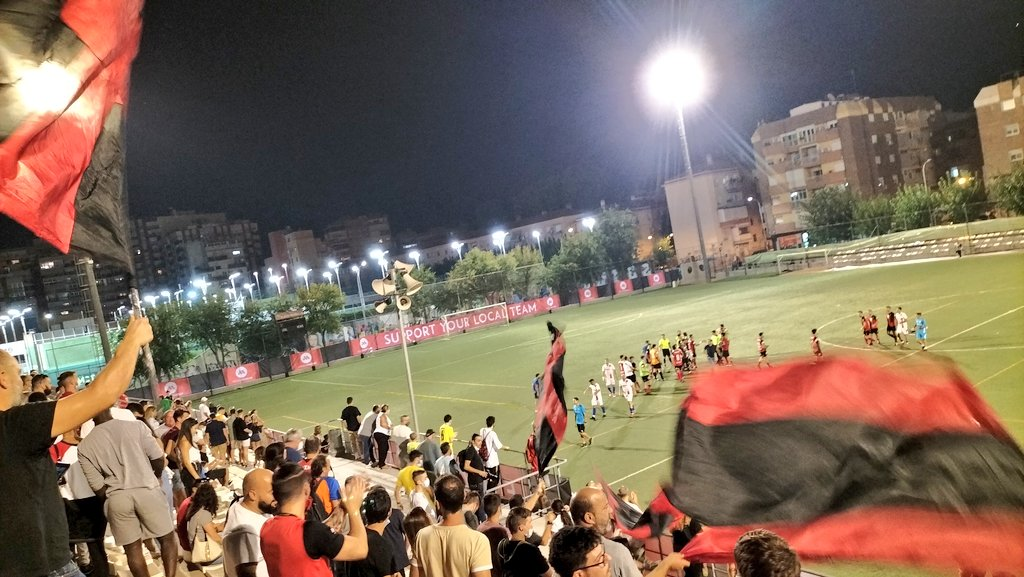
Panorámica del estadio municipal José Barnés durante un partido del CAP Ciudad de Murcia como local

En sus primeros años, desde su fundación hasta 2014, el club jugó en el Estadio El Arenal, situado en el barrio de Espinardo. Posteriormente jugó durante gran parte de la temporada 2014/2015 en el campo de fútbol municipal de La Flota, antes de trasladarse definitivamente al José Barnés.

## Datos del club
- Temporadas en Primera División: 0
- Temporadas en Segunda División: 0
- Temporadas en Primera Federación: 0
- Temporadas en Segunda Federación: 0
- Temporadas en Tercera División/Tercera Federación: 9
- Temporadas en Preferente Autonómica: 4
- Temporadas en Primera Autonómica: 1
- Temporadas en Segunda Autonómica: 1
- Mejor puesto en Liga: 9° en Tercera Federación (Temporada 2021/22)
- Jugador con más goles anotados: Daniel Torres (29 goles)

### Trayectoria histórica
| \| Temporada \| Categoría \| Posición \| Copa del Rey \| Copa RFEF \| Copa FFRM \| \| --------- \| --------------------- \| -------- \| ------------ \| ------------- \| --------------------- \| \| 2011/12 \| Segunda Autonómica \| 1.º \| No participó \| No participó \| No participó \| \| 2012/13 \| Primera Autonómica \| 4.º \| No participó \| No participó \| No participó \| \| 2013/14 \| Preferente Autonómica \| 6.º \| No participó \| No participó \| No participó \| \| 2014/15 \| Preferente Autonómica \| 2.º \| No participó \| No participó \| No participó \| \| 2015/16 \| Tercera División \| 13.º \| No participó \| No participó \| 1/4 - Fase Autonómica \| \| 2016/17 \| Tercera División \| 18.º \| No participó \| No participó \| 1/4 - Fase Autonómica \| \| 2017/18 \| Preferente Autonómica \| 1.º \| No participó \| No participó \| No participó \| \| 2018/19 \| Tercera División \| 18.º \| No participó \| No participó \| No participó \| \| 2019/20* \| Tercera División \| 19.º \| No participó \| No participó \| No participó \| \| 2020/21 \| Tercera División \| 15.º \| No participó \| No participó \| No participó \| \| 2021/22 \| Tercera RFEF \| 9.º \| No participó \| No participó \| No participó \| \| 2022/23 \| Tercera Federación \| 11.º \| No participó \| Semifinales \| Semifinales \| \| 2023/24 \| Tercera Federación \| 16.º \| No participó \| Dieciseisavos \| Campeón \| \| 2024-25 \| Preferente Autonómica \| 6º \| No paricipó \| No participó \| No participó \| *La temporada 2019-20 fue suspendida por la pandemia mundial de COVID-19 |                       |          |              |               |                       |
| Temporada | Categoría             | Posición | Copa del Rey | Copa RFEF     | Copa FFRM             |
| 2011/12 | Segunda Autonómica    | 1.º      | No participó | No participó  | No participó          |
| 2012/13 | Primera Autonómica    | 4.º      | No participó | No participó  | No participó          |
| 2013/14 | Preferente Autonómica | 6.º      | No participó | No participó  | No participó          |
| 2014/15 | Preferente Autonómica | 2.º      | No participó | No participó  | No participó          |
| 2015/16 | Tercera División      | 13.º     | No participó | No participó  | 1/4 - Fase Autonómica |
| 2016/17 | Tercera División      | 18.º     | No participó | No participó  | 1/4 - Fase Autonómica |
| 2017/18 | Preferente Autonómica | 1.º      | No participó | No participó  | No participó          |
| 2018/19 | Tercera División      | 18.º     | No participó | No participó  | No participó          |
| 2019/20* | Tercera División      | 19.º     | No participó | No participó  | No participó          |
| 2020/21 | Tercera División      | 15.º     | No participó | No participó  | No participó          |
| 2021/22 | Tercera RFEF          | 9.º      | No participó | No participó  | No participó          |
| 2022/23 | Tercera Federación    | 11.º     | No participó | Semifinales   | Semifinales           |
| 2023/24 | Tercera Federación    | 16.º     | No participó | Dieciseisavos | Campeón               |
| 2024-25 | Preferente Autonómica | 6º       | No paricipó  | No participó  | No participó          |

### Trayectoria
Desde la fundación del club hasta la actualidad

## Trofeos amistosos
- Trofeo Against Modern Football: (4) 2013, 2014, 2017, 2018

## Entrenadores
| Periodo   | Entrenador           |
| --------- | -------------------- |
| 2011-2013 | César Gálvez         |
| 2013      | Francisco Pliego     |
| 2013-2016 | Gustavo Cantabella   |
| 2016      | Pascual Nicolás      |
| 2016-2019 | Enrique Mateo        |
| 2020      | Roberto Lucas "Keny" |
| 2020-2021 | JuanVi López         |
| 2021-2022 | Ismael Ibañez        |
| 2022-24   | Paco Lorca           |
| 2024-25   | Mario Martínez       |

## Otras secciones y filiales

### CAP Ciudad de Murcia B
En la temporada 2018/2019 sale a competir el filial del CAP Ciudad de Murcia, Ciudad de Murcia CEPAIM, en Segunda Autonómica. En la temporada 2020-21 consigue el ascenso a Primera Autonómica.

### Fútbol Base
El CAP Ciudad de Murcia mantuvo un acuerdo con el Espinardo Club de Fútbol, equipo de fútbol base del barrio murciano de Espinardo, para actuar como cantera del Ciudad.
A partir de la temporada 2013/2014 comienzan las categorías inferiores del CAP Ciudad de Murcia.

### Fútbol Femenino
El equipo femenino del CAP Ciudad de Murcia compite por primera vez en la temporada 2016/2017 en Liga Autonómica de la Región de Murcia. Termina en puestos de playoffs, pero no consigue ascender. 
La temporada 2017/2018, consigue el primer puesto, proclamándose así campeonas de Liga Autonómica y consiguiendo el ascenso directo a Segunda División, tras ganar a domicilio, y a falta de dos jornadas, al Muleño Féminas por 1-3.
Compite durante dos temporadas en Segunda División, hasta la reestructuración de esta y la creación de la Segunda División, donde desciende esa temporada a Preferente Regional.

### Fútbol Adaptado
El CAP Ciudad de Murcia inició un acuerdo con el primer club de fútbol sala adaptado a discapacitados ElAljibe Murcia F.S. fundado el 15 de febrero de 2011 por Alberto Bustos Guerrero y Mariano Martínez Hernández, con la ayuda de Mayca Pujalte Jesús y Aarón Peñalver Almarcha, entre otros. Todos ellos discapacitados y jugadores del club.
Y así en la temporada 2015/2016 veía la luz el CAP Ciudad de Murcia Adaptado. El primer equipo inclusivo de deporte discapacitado en nuestra Región. Un equipo que se caracteriza por aceptar cualquier persona con discapacidad de forma totalmente gratuita. Adaptando el fútbol a la persona, mezclando sillas de ruedas, con andadores, personas con discapacidad auditiva o jugadores con parálisis cerebral disfrutando juntos de un fútbol 100% inclusivo.

### Subbuteo
El CAP Ciudad de Murcia cuenta con un equipo de fútbol mesa (subbuteo) que juega regularmente competiciones europeas y ganando numerosos torneos en España a nivel individual y por equipos

## Palmarés

### Torneos autonómicos
- Preferente Autonómica (1): 2017-18.
- Copa de la Real Federación Española de Fútbol (Fase murciana) (1): 2023.

### Torneos amistosos
- Trofeo Against Modern Football: (4) : 2013, 2014, 2017, 2018